# Pour en finir avec le jugement de dieu
«Pour en finir avec le jugement de dieu» (Para acabar con el juicio de dios), es una creación radiofónica del poeta francés Antonin Artaud que fue grabada en los estudios de la radio francesa entre el 22 y 29 de noviembre de 1947.
Esta creación radiofónica fue un encargo de la Oficina de radiodifusión y televisión francesa (ORTF por sus siglas en francés) y fue censurada la víspera de su primera difusión, el 1.º de febrero de 1948, por el director de  Radiodifusión francesa. Los textos fueron leídos por Maria Casarès, Roger Blin, Paule Thévenin y el autor. El acompañamiento lo componen gritos, redobles de tambor y de xilofónos grabados por el mismo autor.
La prohibición de la emisión suscitó varias reacciones de indignación, como aquella de Maurice Nadeau. Se propuso entonces una emisión para un público restringido compuesto por periodistas, artistas y escritores. En abril de 1948, el texto fue publicado póstumamente. Más tarde se editó en CD por la disquera belga Sub Rosa y posteriormente por la casa editorial André Dimanche. El texto se incluyó en las Obras completas del poeta, en el tomo XIII de la colección « Poesía » en Gallimard editado por Evelyne Grossman.

## Cuerpo sin órganos
En "Para acabar con el juicio de dios" Artaud introdujo la expresión de "cuerpo sin órganos" popularizada por Gilles Deleuze y Félix Guattari.
"El hombre está enfermo porque está mal construido. Hace falta decidirse a desnudarlo para rascarle este animalculoe que le provoca una comezón mortal, dios, y con dios sus órganos. Porque ligadme si queréis, pero no hay nada más inútil que un órgano. Cuando le habréis hecho un cuerpo sin órganos, entonces os lo habréis librado de todos sus automatismos y devuelto a su verdadera libertad. Entonces le reenseñaréis a bailar al revés como en el delirio de los bals musette y este revés será su verdadero sitio », « Para acabar con el juicio de dios », Œuvres Complètes. XIII, p. 104.